# Lauren Brooke
Lauren Brooke – brytyjska pisarka. Autorka dwóch serii opowiadań dla dziewczynek the Heartland i Chestnut Hill.
Urodziła się w Anglii, lecz znaczną część dzieciństwa spędziła w Stanach Zjednoczonych, głównie w Wirginii.